# Jorge de Yugoslavia
Jorge de Serbia (en serbio: kraljević; 27 de agosto de 1887 - 17 de octubre de 1972) fue el hermano mayor de Alejandro I de Yugoslavia y hermano menor de Elena, hijo del Rey Pedro I de Serbia y de su esposa, la princesa Zorka de Montenegro.

## Biografía
Jorge nació en Cetiña, Montenegro y se crio en la corte de su abuelo el rey Nicolás I de Montenegro antes de la muerte de su madre al dar a luz, contando él dos años; entonces su padre trasladó a su familia primero a Ginebra y de allí a Rusia.
En Rusia, Jorge estudió en la escuela del Cuerpo de Cadetes del zar Alejandro II antes de regresar a Serbia en 1903 tras un golpe de Estado cuando una conspiración de oficiales del ejército derrocó a la dinastía gobernante Obrenović para proclamar a su padre como rey de Serbia y, como resultado, Jorge se convirtió en príncipe heredero. Jorge no llegó a saborear su papel como heredero al trono para siempre. En 1909 mató a un sirviente a patadas en un ataque de ira y se vio obligado a renunciar posteriormente a sus derechos de sucesión en favor de su hermano Alejandro.
El príncipe Jorge participó en las  guerras de los Balcanes, así como en la Primera Guerra Mundial, donde fue herido gravemente en la batalla de Mačkov Kamen cerca de Krupanj en 1914. Después de la muerte del Rey Pedro y posterior coronación de Alejandro, las hostilidades entre los hermanos se iniciaron, lo que llevó a la detención del príncipe en 1925. Luego fue declarado como loco y encerrado en un asilo cerca de la ciudad de Nis. Tras el asesinato de Alejandro en 1934, Jorge esperaba que sería liberado por el nuevo regente Pablo Karađorđević, pero eso no ocurrió y permaneció en prisión hasta la Segunda Guerra Mundial, cuando fue liberado por los ocupantes alemanes.
Después de la guerra, toda su familia fue declarada como enemiga del Estado por el régimen comunista Josip Broz Tito; sin embargo, a Jorge se le permitió retirarse en Belgrado siendo el único miembro de la familia real en el país. En 1947 se casó con Radmila Radonjic (1907-1993), la pareja no tuvo hijos. Escribió sus memorias: Istina o mome životu (La verdad acerca de mi vida).
Murió el 17 de octubre de 1972 en Belgrado y fue enterrado en la Iglesia de San Jorge (Oplenac) en Topola, Serbia. Su muerte se produjo un día después de la celebración del décimo aniversario de la muerte de su hermana, la princesa Elena.

## Títulos y tratamientos
Esta tabla aún no está actualizada. Puedes contribuir aportando información sobre títulos y tratamientos de esta persona.

## Distinciones honoríficas
- Caballero Gran Cruz de la Orden de la Estrella de Karađorđević (Reino de Serbia).

- Datos: Q947641
- Multimedia: George, Crown Prince of Serbia / Q947641